# Многопільська сільська рада
| Многопільська сільська рада — колишній орган місцевого самоврядування у Амвросіївському районі Донецької області з адміністративним центром у с Многопілля. Сільській раді підпорядковані населені пункти: - с. Многопілля - с. Агрономічне - с-ще Володарського - с-ще Грабське - с. Григорівка - с-ще Кобзарі - с. Полтавське - с-ще Придорожнє - с. Червоносільське |

## Склад ради
Рада складається з 16 депутатів та голови.

## Керівний склад сільської ради
| ПІБ                          | Основні відомості                                                         | Дата обрання | Дата звільнення |
| ---------------------------- | ------------------------------------------------------------------------- | ------------ | --------------- |
| Опихайленко Ірина Григорівна | Сільський голова, 1959 року народження, освіта, член Партії регіонів      | 26.03.2006   | 31.10.2010      |
| Опихайленко Ірина Григорівна | Сільський голова, 1959 року народження, освіта вища, член Партії регіонів | 31.10.2010   |                 |

Примітка: таблиця складена за даними джерела